# Joseph Schubert
Joseph Schubert (Varnsdorf, Txèquia, 20 de desembre de 1754 – Dresden, 28 de juliol de 1837) fou un compositor, violinista i violista alemany.
Va compondre quatre òperes; Sonates, per a piano i violí; Duos per a violí; un Concert per a violoncel; Suites per a instruments de corda, etc.